# Belial

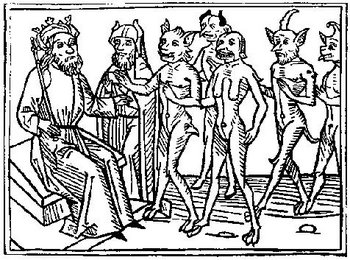
Belial y algunos seguidores por Jacobus de Teramo.

Belial también llamado Baalial, Balial, Belhor, Beliall, Beliar, Berial y Beliya'al. Es un nombre bíblico. Su nombre se deriva del hebreo bliya'al. 
La palabra "Belial" (en hebreo: בְּלִיַּעַל, Beliyaal) tiene una etimología muy interesante en hebreo bíblico.
Se compone de dos partes:
בְּלִי (beli) = "sin" (H1097 del Diccionario Strong's)[Así se usa en Isaías 38:17] 
יַעַל (ya'al) = "provecho", "valor", "utilidad" (H3276 del Diccionario Strong's) [Así se usa en Isaías 30:5; Job 21:15; Jeremías 7:8...] 

Entonces, בְּלִיַּעַל literalmente significa "sin provecho" o "sin valor". En un sentido más amplio, se refiere a alguien o algo completamente corrupto, inútil, rebelde o destructivo.
En la Biblia hebrea, "Belial" no era inicialmente un nombre propio, sino un término descriptivo para personas malvadas o sin ley — por ejemplo, en frases como "hijos de Belial" (בְּנֵי בְלִיַּעַל), que se refiere a personas perversas o impías. 
En la Biblia en el siglo I, el término Belial se usaba como un apelativo de Satanás. Por lo tanto, cuando el apóstol Pablo escribió en su serie de contrastes paralelos «¿Qué armonía hay entre Jesús y Belial?» (2 Corintios 6:15), se interpreta que Jesús es incorruptible y Belial corrompe los pueblos de la tierra [Isaías 38:17; Hageo 2:4] 
Por lo tanto muchos especialistas atribuyen a Belial los significados de  «el de ganancias corruptas», «el desobediente» o «el rebelde». Se le da también los nombres de «señor de la arrogancia» o «señor de orgullo» y «el hijo del infierno» (Baal ial). Desde la Edad Media ha sido considerado como príncipe de los infiernos. En el judaísmo los hombres impíos son considerados los «hijos de Belial».  
Belial, es un poderoso demonio y príncipe del infierno, también se le relaciona con la verdadera independencia, la autosuficiencia, el orgullo y la realización personal. Se ve complementado por Satanás, Lucifer, Leviatán y Lilith.
Su nombre aparece en los manuscritos del mar muerto, específicamente en Guerra de los hijos de la luz contra los hijos de las tinieblas, en cuyo texto relata una guerra profética entre el bien y el mal donde los hijos de las tinieblas llevan por líder a Belial.
También es mencionado en el texto apócrifo el testamento de los doce patriarcas donde el demonio es el opositor directo de Dios.
En la tradición de Cábala, junto a Belcebú, son los regentes del qlifá llamado Ghagiel.
Se dice que el infierno no ha recibido espíritu más disoluto, más borrachón, ni más enamorado del vicio por el vicio mismo. Se le tributaba culto en Sodoma y otras poblaciones, pero jamás se atrevieron a erigirle altares.
John Milton, en su obra El Paraíso perdido, dice de él:

(...)El último fue Belial. Nunca cayó del cielo espíritu más impuro ni más torpemente inclinado al vicio por el vicio mismo. No se elevó en su honor templo alguno, ni humeaba ningún altar, pues Belial se era suficiente; pero, ¿quién se halla con más frecuencia en los templos y los altares, cuando el sacerdote reniega de Dios, como renegaron los hijos de Elí, que mancharon la casa divina con sus violencias y prostituciones? Reina también en los palacios, en las cortes y en las corrompidas ciudades donde el escandaloso estruendo de ultrajes y de improperios se eleva sobre las más altas torres y cuando la noche tiende su manto por las calles, ve vagabundear por ellas a los hijos de Belial, repletos de insolencia y vino. Testigos las calles de Sodoma y la noche de Gabaa, cuando fue menester exponer en la puerta hospitalaria a una matrona para evitar rapto más odios.
El paraíso perdido, John Milton